# Lili Taylor
Lili Anne Taylor, född 20 februari 1967 i Glencoe i Illinois, är en amerikansk skådespelare.
Taylor föddes i Glencoe i Illinois, en förort till Chicago, som det femte av sex barn. Efter att hon gått ut high school började hon studera teater vid DePaul University och Piven Theatre Workshop.
Hon gjorde spelfilmsdebut 1988; bland hennes tidiga filmer är Tre tjejer (1988), Född den fjärde juli och Snacka går ju... (båda 1989). Hon har företrädesvis medverkat i independentfilmer och även i teateruppsättningar. Under 1990-talet fick hon uppmärksamhet för sin roll i Nancy Savocas film Vadet (1991) och under det årtiondet medverkade hon bland annat i Emir Kusturicas Arizona Dream (1993), Robert Altmans Short Cuts (1993) och Abel Ferraras The Addiction (1995). Rollen som Valerie Solanas i I Shot Andy Warhol (1996) gav henne flera utmärkelser, bland annat vid Sundance filmfestival. Förutom independentproduktioner har hon även medverkat i bredare filmer som Ransom (1996) The Haunting (1999).
Under 2000-talet har hon bland annat medverkat i High Fidelity (2000) och The Notorious Bettie Page (2006) samt tv-serien Six Feet Under för vilket hon nominerats till en Emmy Award.

## Filmografi (urval)
- 1988 – Tre tjejer
- 1989 – Snacka går ju...
- 1989 – Född den fjärde juli
- 1991 – Dogfight
- 1991 – Arizona Dream
- 1993 – Se upp!
- 1993 – Short Cuts
- 1993 – Rudy
- 1994 – Mrs. Parker and the Vicious Circle
- 1995 – Four Rooms
- 1996 – I Shot Andy Warhol
- 1996 – Ransom
- 1999 – The Haunting
- 2000 – High Fidelity
- 2002–2005 – Six Feet Under (TV-serie)
- 2006 – The Notorious Bettie Page
- 2013–2014 – Hemlock Grove (TV-serie)
- 2013 – The Conjuring
- 2013 – Blood Ties
- 2015 – Maze Runner: The Scorch Trials
- 2017 – To the bone
- 2020 – Perry Mason (TV-serie)
- 2025 – Fear Street: Prom Queen
- 2026 – The Hunger Games: Sunrise on the Reaping